# Espaubourg
Espaubourg és un municipi francès, situat al departament de l'Oise i a la regió dels Alts de França. L'any 2007 tenia 400 habitants.

## Demografia

### Població
El 2007 la població de fet d'Espaubourg era de 400 persones. Hi havia 150 famílies de les quals 28 eren unipersonals (4 homes vivint sols i 24 dones vivint soles), 49 parelles sense fills i 73 parelles amb fills.
La població ha evolucionat segons el següent gràfic:
Habitants censats

### Habitatges
El 2007 hi havia 168 habitatges, 149 eren l'habitatge principal de la família, 14 eren segones residències i 5 estaven desocupats. 166 eren cases i 1 era un apartament. Dels 149 habitatges principals, 135 estaven ocupats pels seus propietaris, 7 estaven llogats i ocupats pels llogaters i 6 estaven cedits a títol gratuït; 8 tenien dues cambres, 25 en tenien tres, 36 en tenien quatre i 79 en tenien cinc o més. 121 habitatges disposaven pel capbaix d'una plaça de pàrquing. A 51 habitatges hi havia un automòbil i a 84 n'hi havia dos o més.

### Piràmide de població
La piràmide de població per edats i sexe el 2009 era:
| Homes | Edats   | Dones |
| ----- | ------- | ----- |
| 0     | 95 o +  | 0     |
| 0     | 90 a 94 | 0     |
| 0     | 85 a 89 | 0     |
| 0     | 80 a 84 | 4     |
| 4     | 75 a 79 | 4     |
| 16    | 70 a 74 | 16    |
| 0     | 65 a 69 | 4     |
| 4     | 60 a 64 | 4     |
| 4     | 55 a 59 | 0     |
| 0     | 50 a 54 | 8     |
| 28    | 45 a 49 | 8     |
| 12    | 40 a 44 | 24    |
| 28    | 35 a 39 | 12    |
| 12    | 30 a 34 | 32    |
| 12    | 25 a 29 | 12    |
| 12    | 20 a 24 | 16    |
| 12    | 15 a 19 | 16    |
| 4     | 10 a 14 | 12    |
| 12    | 5 a 9   | 12    |
| 16    | 0 a 4   | 16    |

## Economia
El 2007 la població en edat de treballar era de 256 persones, 202 eren actives i 54 eren inactives. De les 202 persones actives 189 estaven ocupades (110 homes i 79 dones) i 13 estaven aturades (7 homes i 6 dones). De les 54 persones inactives 13 estaven jubilades, 17 estaven estudiant i 24 estaven classificades com a «altres inactius».

### Ingressos
El 2009 a Espaubourg hi havia 159 unitats fiscals que integraven 448 persones, la mediana anual d'ingressos fiscals per persona era de 18.725 €.

### Activitats econòmiques
Dels 14 establiments que hi havia el 2007, 1 era d'una empresa alimentària, 2 d'empreses de fabricació d'altres productes industrials, 2 d'empreses de construcció, 3 d'empreses de comerç i reparació d'automòbils, 1 d'una empresa de transport, 2 d'empreses d'hostatgeria i restauració, 1 d'una empresa immobiliària, 1 d'una empresa de serveis i 1 d'una entitat de l'administració pública.
Dels 4 establiments de servei als particulars que hi havia el 2009, 1 era una lampisteria, 1 empresa de construcció, 1 restaurant i 1 agència immobiliària.
L'únic establiment comercial que hi havia el 2009 era una fleca.
L'any 2000 a Espaubourg hi havia 3 explotacions agrícoles.

## Equipaments sanitaris i escolars
El 2009 hi havia una escola elemental integrada dins d'un grup escolar amb les comunes properes formant una escola dispersa.

## Poblacions més properes
El següent diagrama mostra les poblacions més properes.